# 长沙路 (天津)
长沙路是中国天津市和平区的一条街道。修筑于1922年，原位于天津英租界界内。长沙路北起南京路，南到重庆道，长726米，宽9米。目前，长沙路地区是天津市历史风貌建筑的聚集地之一，大量的名人故居坐落于此。

## 历史

1950年代的长沙路与成都道交口

长沙路于1922年由天津英租界工部局辟建，当时分别为伯斯道（Perth Road）和加的夫道（Cardiff Road），西安道以北名为伯斯道，又称49号路，即今南京路至西安道段；西安道以南名为加的夫道，又称52号路，即今西安道至重庆道段。1943年，日治英租界时期，这两条道路分别改称兴亚二区49号路和兴亚二区52号路。1946年，天津市政府光复后将这两条道路接顺并以湖南省省会长沙市统一命名。长沙路因在天津英租界推广界中开发较早，故寓居长沙路的各界名流相对集中，现存名人旧宅为数不少。

## 现况与发展
长沙路目前北起南京路，南到重庆道，从南京路至西安道一段为南北向，从西安道至重庆道一段为西北-东南向，均为单向道路。长沙路长726米，车行道宽9米，两侧人行道各宽2米，为沥青路面。沿途建有有民园大楼、陶茂正故居、关麟征旧居、刘汝明旧居、杜友樵旧居、石敬亭旧宅和米春霖旧宅等建筑。

## 沿路建筑
长沙路现存比较著名的建筑有：
- 天津市历史风貌建筑：杜友樵旧居，长沙路42号
- 天津市历史风貌建筑：刘汝明旧居，长沙路64号
- 天津市历史风貌建筑：民园大楼，长沙路66号至68号
- 天津市历史风貌建筑：关麟征旧居，长沙路95号
- 天津市历史风貌建筑：米春霖旧居，长沙路97号
- 天津市历史风貌建筑：石敬亭旧居，长沙路69号[3]

## 交汇道路
目前，与长沙路相交汇的主要道路有： 

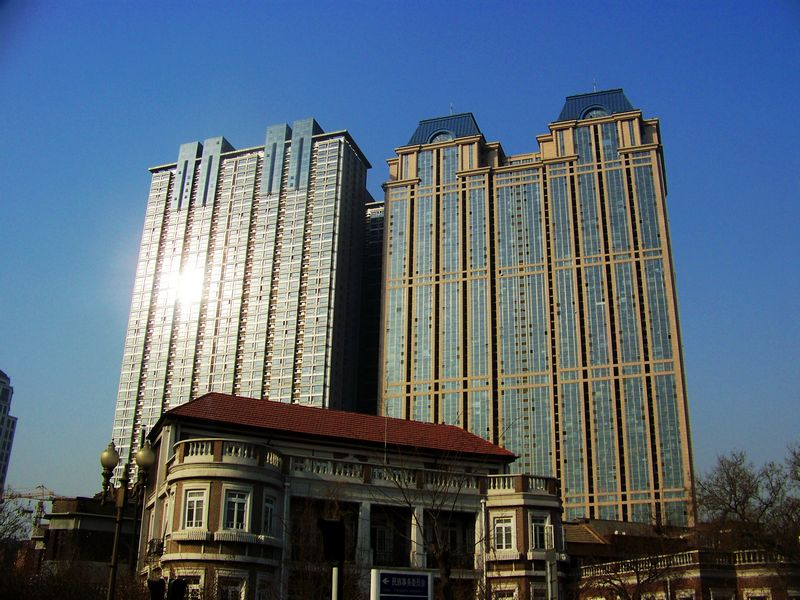
长沙路和成都道交口的陶茂正故居

- 重庆道 原爱丁堡道（Edinborgh Road）
- 成都道 原伦敦道（London Road）
- 岳阳道 原福发道（Forfar Road）
- 西安道 原敦桥道（Tonbridge Road）
- 潼关道 原孟买道（Bombay Road）
- 南京路 原围墙道（Elgin Road）、原小河道（Creek Road）